# Dyssomnie
Les dyssomnies forment un ensemble de troubles du sommeil consistant en une altération de la quantité et qualité du sommeil.
Il existe trois types de dyssomnies :
- Les carences en sommeil. Ce sont les insomnies

- Les excès de sommeil. Ce sont les hypersomnies :

1. La narcolepsie-cataplexie
2. L'hypersomnie idiopathique
3. Les hypersomnies récurrentes
4. Les hypersomnies psychiatriques
5. Les hypersomnies secondaires à des troubles médicaux

- Les troubles du rythme circadien (ou rythme veille-sommeil) :

1. Syndrome de retard de phase du sommeil
2. Syndrome d'avance de phase du sommeil
3. Syndrome hypernycthéméral (ou syndrome type libre-cours)
4. Cycle veille-sommeil irrégulier
5. Décalage horaire (syndrome)
6. Travail posté

Il ne faut pas confondre les dyssomnies avec les parasomnies, qui sont des troubles comportementaux survenant en marge du sommeil.

## Traitements
La gestion des dyssomnies implique diverses stratégies pour réguler les cycles de sommeil.
L’hygiène du sommeil vise à éliminer les comportements perturbant le sommeil, en particulier chez les travailleurs de nuit.
La mélatonine, une hormone naturelle favorisant le sommeil, peut aider à ajuster les rythmes circadiens dans des cas tels que le décalage horaire et le travail en horaires décalés.
La luminothérapie (2500–10 000 lux pendant 30 à 120 minutes par jour) favorise le réalignement circadien : une exposition matinale stimule l’éveil, tandis qu’une exposition en soirée retarde l’endormissement.
Les zeitgebers (« donneurs de temps ») comme la lumière du matin, les horaires des repas et les interactions sociales aident à réinitialiser l’horloge biologique. L’ajustement progressif du sommeil par paliers de 15 à 60 minutes permet d’adapter les cycles à de nouveaux fuseaux horaires ou routines. Des modifications environnementales permettent une adaptation aux cycles lumière-obscurité non conventionnels, bénéficiant notamment aux travailleurs de nuit.
Enfin, les journaux de sommeil permettent de suivre les cycles veille-sommeil, facilitant le diagnostic et le traitement tout en offrant un aperçu des habitudes de sommeil individuelles. Ces interventions aident à réguler les rythmes circadiens et à améliorer la qualité du sommeil.